# Oleg Iwanow
Oleg Aleksandrowicz Iwanow (cyr. Олег Александрович Иванов; ur. 4 sierpnia 1986 w Moskwie) – rosyjski piłkarz grający na pozycji środkowego pomocnika.

## Kariera klubowa
Iwanow pochodzi z Moskwy. Pierwsze piłkarskie treningi podjął w szkółce Lokomotiwu Moskwa. W latach 1996–2003 grywał w drużynach młodzieżowych Spartaka Moskwa, a w 2004 roku awansował do kadry pierwszej drużyny i przez cały rok rozegrał dwa spotkania z Premier Lidze. W 2005 roku Iwanow odszedł do grającego w Pierwszej Dywizji FK Chimki. Był podstawowym zawodnikiem podmoskiewskiego klubu i zdobył dla niego 7 goli na zapleczu rosyjskiej Premier Ligi.
W 2006 roku Iwanow odszedł do Kubania Krasnodar. Występował w nim przez rok w Pierwszej Dywizji i zaliczył 5 goli. Przyczynił się do awansu klubu do Premier Ligi, a w niej wystąpił w 18 spotkaniach i zdobył 4 gole. W 2008 roku Oleg odszedł do Krylii Sowietow Samara. 22 marca zadebiutował w jej barwach w przegranym 0:2 domowym meczu z CSKA Moskwa.
W 2011 roku Iwanow został piłkarzem FK Rostów. Z kolei w 2012 roku przeszedł do Tereku Grozny.
| Sezon   | Klub                   | Kraj  | Rozgrywki        | Mecze | Bramki |
| ------- | ---------------------- | ----- | ---------------- | ----- | ------ |
| 2004    | Spartak Moskwa         | Rosja | Priemjer-Liga    | 2     | 0      |
| 2005    | FK Chimki              | Rosja | Pierwyj diwizion | 32    | 7      |
| 2006    | Kubań Krasnodar        | Rosja | Pierwyj diwizion | 39    | 5      |
| 2007    | Kubań Krasnodar        | Rosja | Priemjer-Liga    | 18    | 4      |
| 2008    | Krylja Sowietow Samara | Rosja | Priemjer-Liga    | 23    | 2      |
| 2009    | Krylja Sowietow Samara | Rosja | Priemjer-Liga    | 27    | 2      |
| 2010    | Krylja Sowietow Samara | Rosja | Priemjer-Liga    | 15    | 2      |
| 2011/12 | FK Rostów              | Rosja | Priemjer-Liga    | 14    | 0      |
| 2011/12 | Terek Grozny           | Rosja | Priemjer-Liga    | 10    | 0      |
| 2012/13 | Terek Grozny           | Rosja | Priemjer-Liga    | 26    | 3      |
| 2013/14 | Terek Grozny           | Rosja | Priemjer-Liga    | 29    | 4      |
| 2014/15 | Terek Grozny           | Rosja | Priemjer-Liga    | 27    | 1      |
| 2015/16 | Terek Grozny           | Rosja | Priemjer-Liga    | 28    | 1      |
| 2016/17 | Terek Grozny           | Rosja | Priemjer-Liga    | 20    | 1      |
| 2017/18 | Achmat Grozny          | Rosja | Priemjer-Liga    | 19    | 0      |
| 2018/19 | Achmat Grozny          | Rosja | Priemjer-Liga    |       |        |

## Kariera reprezentacyjna
W 2008 roku Iwanow został powołany po raz pierwszy do dorosłej reprezentacji Rosji. Nie mając debiutu na koncie znalazł się w 23-osobowej kadrze wyselekcjonowanej przez Guusa Hiddinka na Euro 2008, gdy zastąpił kontuzjowanego Pawła Pogriebniaka. W reprezentacji zadebiutował 7 czerwca 2015 w wygranym 4:2 towarzyskim meczu z Białorusią.